# ألبني باترونز
ألبني باترونز هو فريق كرة سلة أمريكي أٌسس عام 1982.